# Walther von Dyck
Walther Franz Anton von Dyck (Múnich, 6 de diciembre de 1856 - Múnich, 5 de noviembre de 1934) fue un eminente matemático alemán y rector de la Universidad Técnica de Múnich. Además fue uno de los cofundadores del Deutsches Museum, junto con Oskar von Miller y Carl von Linde

## Biografía

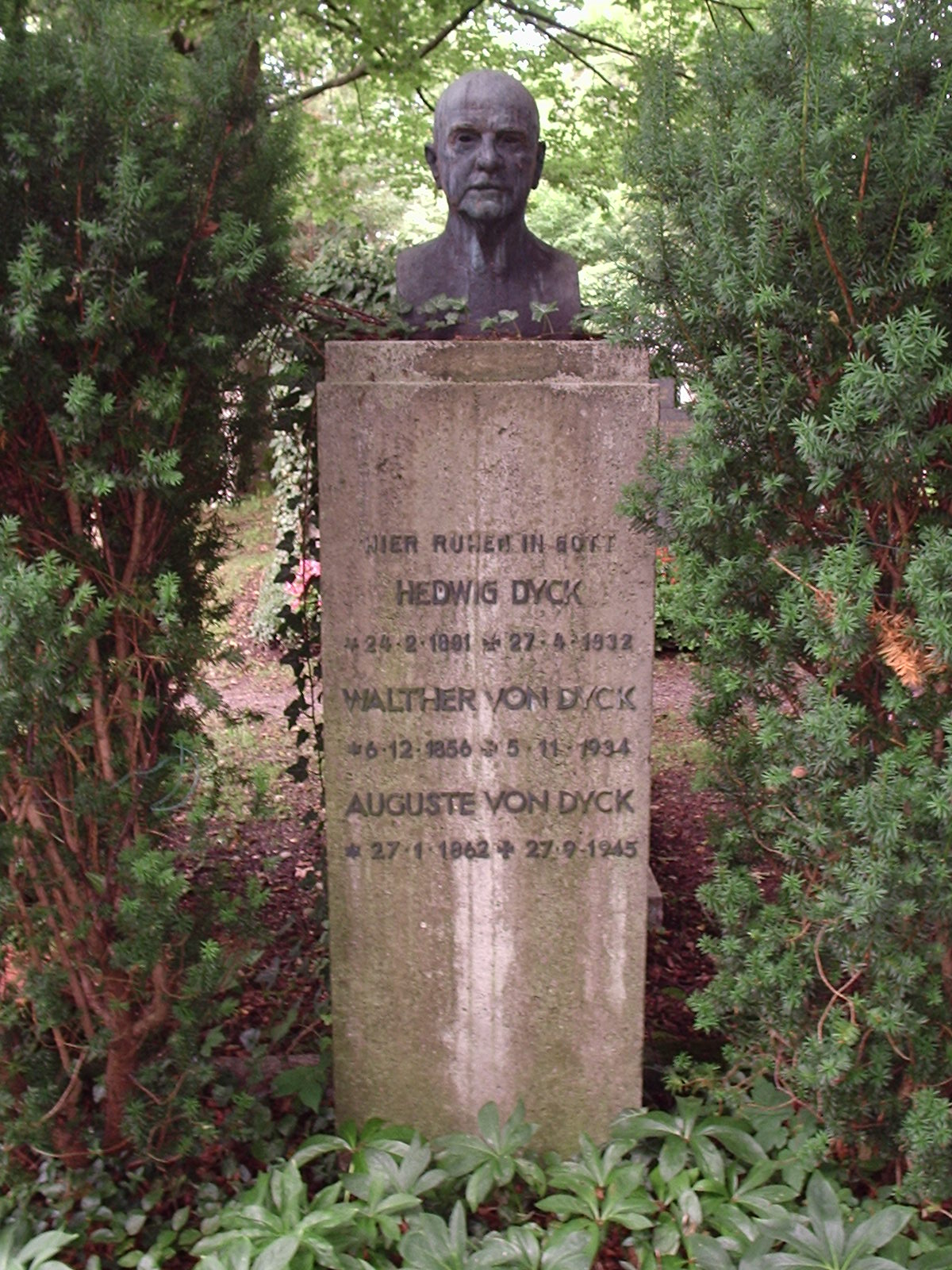
Tumba de Walther von Dyck con un busto de él en el cementerio de Solln, Múnich.

Walther Dyck era hijo de Hermann Dyck, pintor y director de la escuela de arte en Múnich (Königliche Kunstgewerbeschule München). Estudió en Múnich, Berlín y Leipzig y se doctoró en 1879 en Múnich. Su tesis Sobre las superficies de Riemann regularmente ramificadas y las irracionalidades definidas por ellas (Über regulär verzweigte Riemannsche Flächen und die durch sie definierten Irrationalitäten, en alemán) fue dirigida por Felix Klein. En 1880 se fue a Leipzig junto con Klein como su ayudante, donde en 1882 obtuvo el grado habilitante. En 1884 se convirtió en catedrático de la Real Escuela Técnica de Múnich (hoy Universidad Técnica de Múnich), donde promovió la formación matemática de los ingenieros y de la que fue rector entre 1903 y 1906, así como entre 1919 y 1925. Fue el primer rector elegido (y no designado) de la Universidad Técnica de Múnich, tras la aprobación del proceso de elección del rector por parte del profesorado en 1902.
En 1887 fue elegido miembro de la Leopoldina, de la que se dice que es la sociedad científica más antigua del mundo. El 5 de marzo de 1901 fue condecorado con la Orden del Mérito de la Corona de Baviera y, basándose en los estatutos de la orden, nombrado como Caballero von Dyck (título nobiliario alemán no heredable).
También fue cofundador del Deutsches Museum junto con Oskar von Miller y su colega de la Universidad Técnica de Múnich Carl von Linde, el museo de tecnología y ciencia más grande del mundo. Uno de sus discípulos más célebres fue Martin Wilhelm Kutta.
Walther von Dyck falleció en 1934 y está enterrado en el cementerio de Solln, en Múnich. En los años posteriores, durante el periodo del nacionalsocialismo en Alemania, el edificio principal de la Universidad Técnica de Múnich recibió la dirección de ‘plaza Walther von Dyck número 1’ en su honor.

## Obra

Grafo de Dyck

Dibujo alternativo del grafo de Dyck

Como matemático estuvo comprometido con los campos de investigación de su mentor Felix Klein y se consagró a la teoría de grupos y a la teoría de funciones. También trabajó con la geometría diferencial y con el teorema de Gauss-Bonnet.
En 1908, en el seno del IV Congreso Internacional de Mátemáticos de Roma, presidió la comisión para publicar la Enciclopedia de las ciencias matemáticas (EMW, por sus siglas en alemán), una enciclopedia matemática alemana publicada en seis volúmenes entre 1898 y 1933.
Está considerado como el primero en definir un grupo matemático, en el sentido moderno. Sentó las bases de la combinatoria de grupos, siendo el primero en estudiar un grupo como generadores y relaciones. También contribuyó al estudio de los intervalos cerrados en ciencia computacional.
También es conocido por los grafos de Dyck, los lenguajes de Dyck y las palabras de Dyck, que llevan su nombre.